# Eumenes fraternus
Eumenes fraternus är en stekelart som beskrevs av Thomas Say 1824. Eumenes fraternus ingår i släktet krukmakargetingar, och familjen Eumenidae. Inga underarter finns listade i Catalogue of Life.

## Bildgalleri

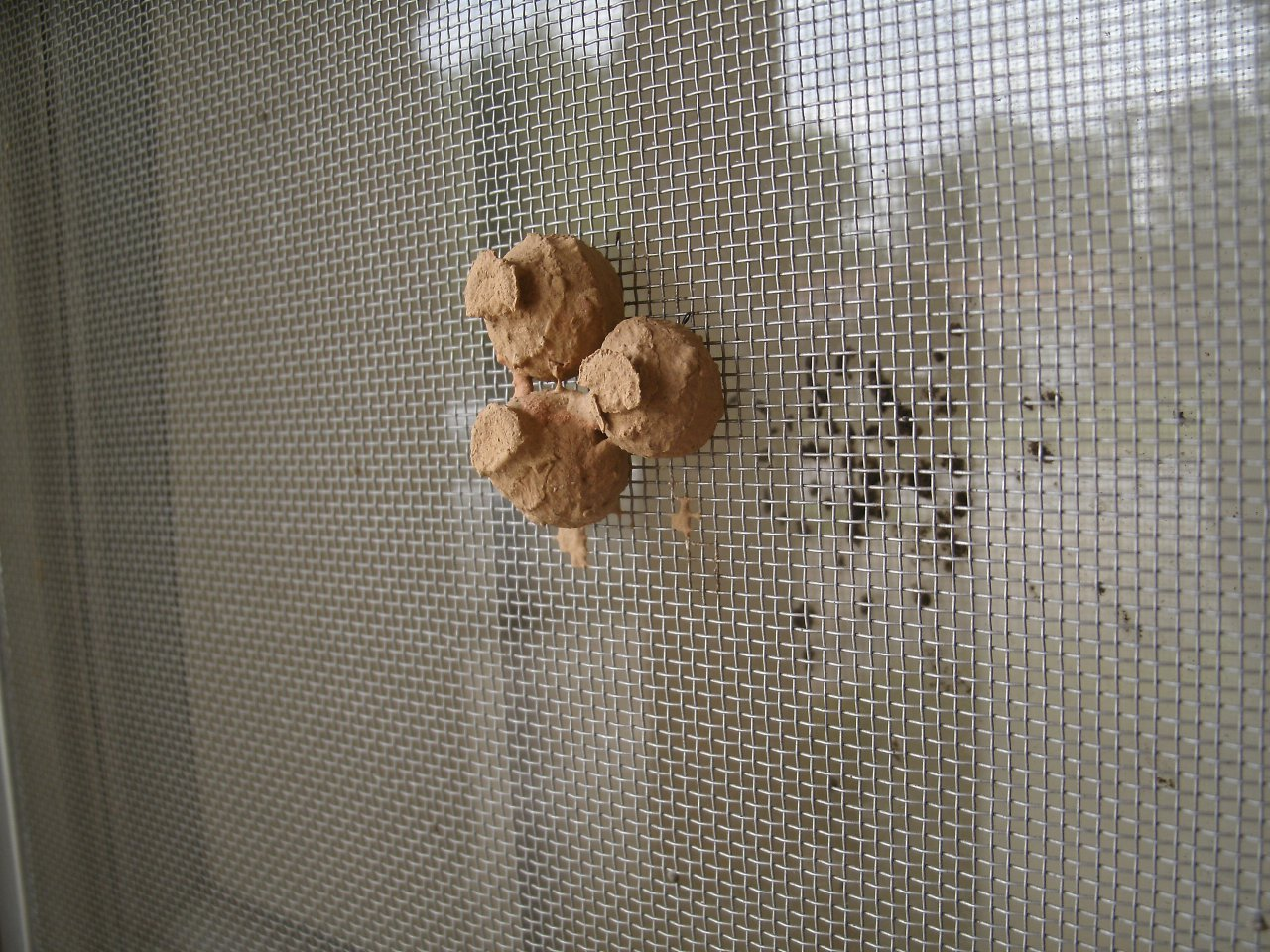